# Beretta 92
Pistole Beretta model 92 je poloautomatická pistole navržená a vyráběná firmou Beretta v Itálii. Zbraň je proslulá především tím, že v 80. letech 20. století zvítězila ve výběrovém řízení vypsaném americkou armádou na novou služební pistoli, která měla nahradit pistoli Colt 1911. Před vstupem do amerických služeb se muselo na pistoli provést několik menších úprav, po nichž byla oficiálně zavedena do výzbroje americké armády jako M9 (civilní označení model 92).

## Charakteristika
Model 92 byl původně navržený pro italskou armádu a policii. Na trh byl uveden v roce 1975. Byl tak jednou z prvních tzv. „zázračných devítek“, tedy pistolí, které disponovaly dvoučinným bicím a spoušťovým mechanizmem (SA/DA) a vysokou kapacitou zásobníku (kolem 15 nábojů) v ráži 9 mm Luger. Rovněž byl jednou z prvních pistolí, které byly vyráběny s rámem z lehké hliníkové slitiny. Vznikl vylepšením předchozí úspěšné verze Beretta M1951, která konstrukčně vychází z pistole Walther P38 (tj. uzamčení závěru pomocí výkyvné závory). Konstrukční návrh pistolí vycházel z požadavků vojáků a pracovníků bezpečnostních služeb.

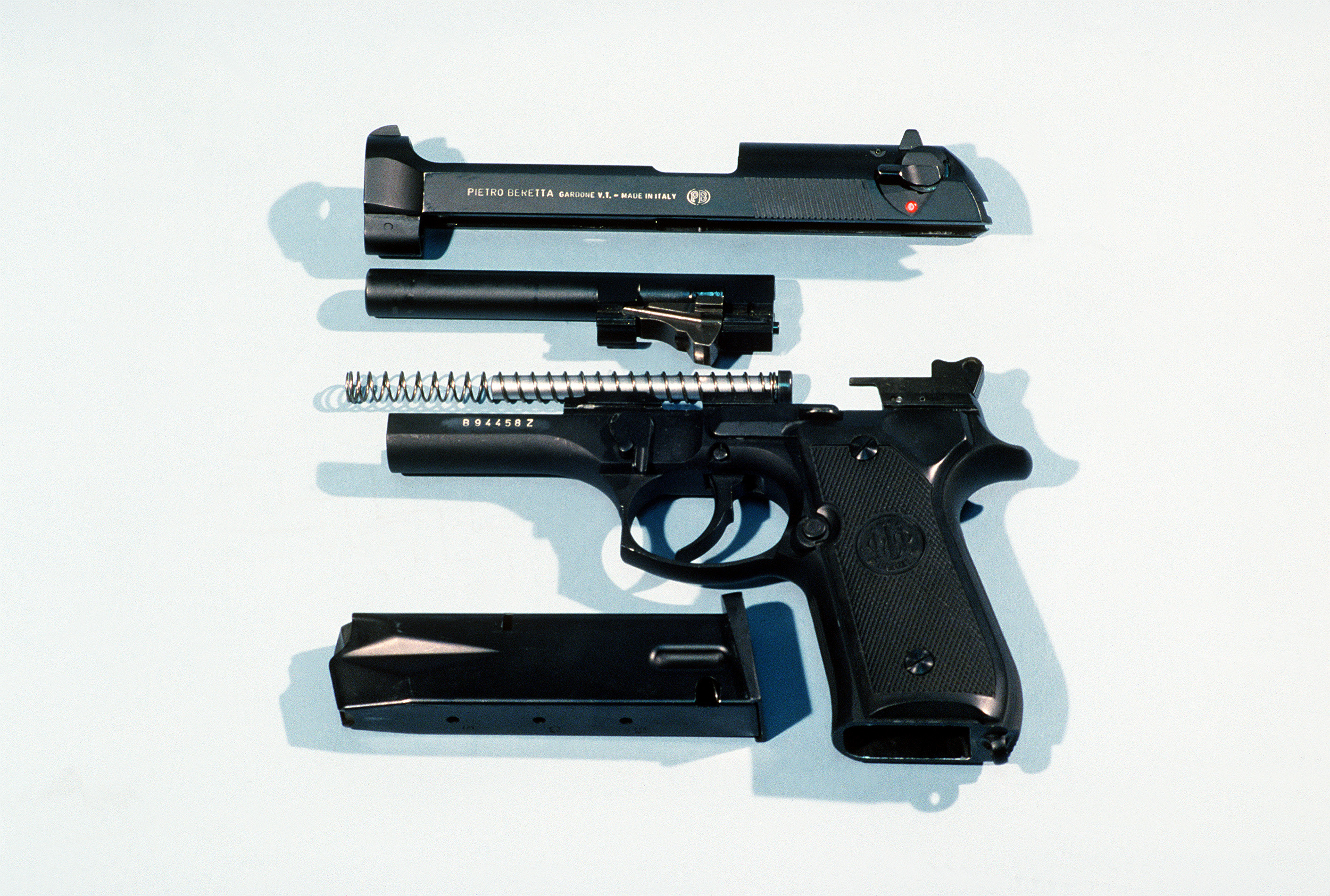
Beretta model 92SB

Model 92 je prvním ze zástupců typové řady 92, proslulé kvalitou výroby.[zdroj?] Následující modely se vyznačovaly zdokonalením dalších prvků konstrukce. Model 92SB, účastník výběrového řízení americké armády, se vyznačuje oboustrannou pojistnou pákou a stiskátkem záchytu zásobníku, bicí kohout je opatřen pojistným ozubem. Na modelu 92F si americký zákazník vymínil některé modifikace – týkaly se většinou ergonomie; americká strana dále požadovala, aby byl vývrt hlavně chromován.